# Louis Gabriel Marquis de Conflans
Der Marquis Louis-Henri-Gabriel de Conflans d’Armentières (* 28. Dezember 1735 in Paris; † 1789) war ein hochrangiger französischer Militär. Er war der älteste Sohn von Maréchal de France Louis de Conflans, marquis d’Armentières, letzterer im Militärdienst von Louis XV. und Louis XVI. stand.

## Leben
Louis-Henri-Gabriel war der Erstgeborene aus der ersten Ehe von Louis de Conflans d’Armentières mit Adélaïde Jeanne Françoise de Bouterou d’Aubigny, (Mai 1717 – 9. Mai 1746). Aus dieser Ehe entstammten zwei weitere Kinder: Louis Charles (* 5. Dezember 1737) und Louise Gabrielle (* 3. November 1743). Er trug als erster den Titel Vicomte d'Oulchy.
Am 20. Mai 1766 heiratete er Marie-Antoinette Portail, (* 9. Mai 1738 – 1818) Aus der Ehe entstammten drei Kinder:
- Louise Marthe de Conflans (1759–1825) ⚭ François Marie Casimir, marquis de Coigny de Franquetot (1756–1816)
- Louise Aglaë de Conflans (1763–1819) ⚭ Charles-Alain-Gabriel de Rohan, letzter Duc de Montbazon de Rohan-Guéméné, duc de Montbazon (1764–1836)

Durch die zweite Heirat seines Vaters wurde er zum Halbbruder von Charles Louis Gabriel de Conflans d'Armentières, Mitglied der Chambre des pairs.

## Militärkarriere

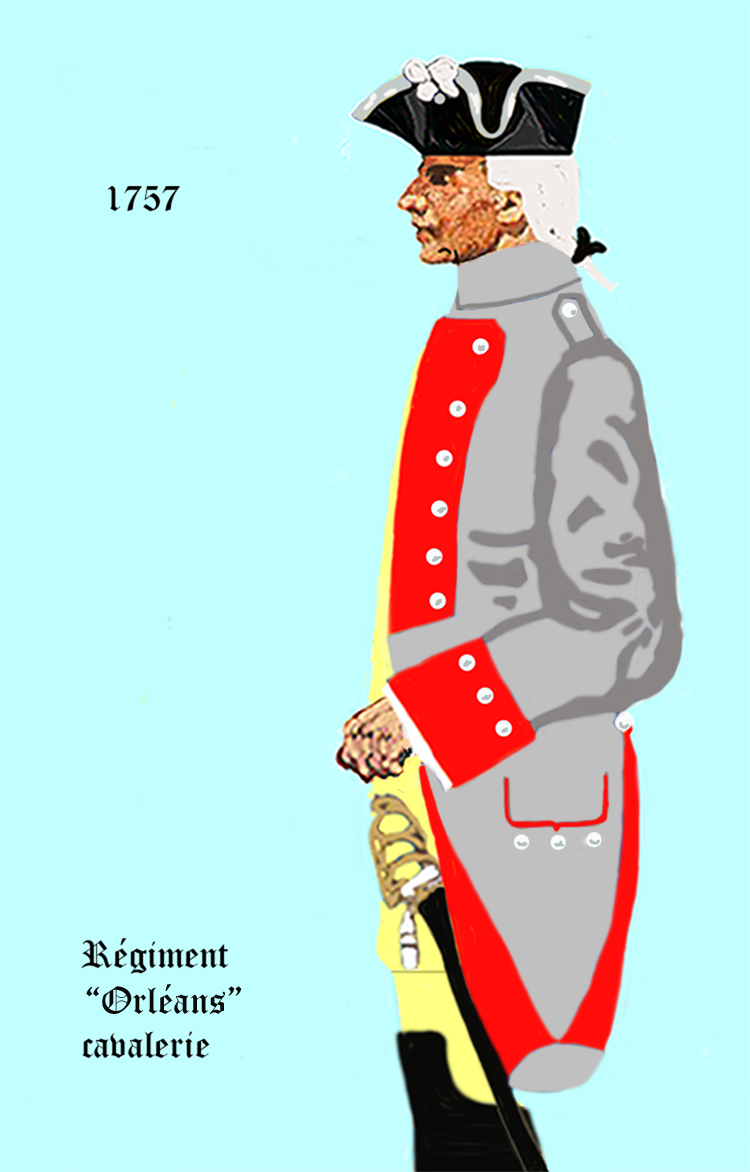
Uniform des Régiment d'Orléans cavalerie von 1757, Einheit in der Louis-Henri-Gabriel de Conflans bis 1761 diente.

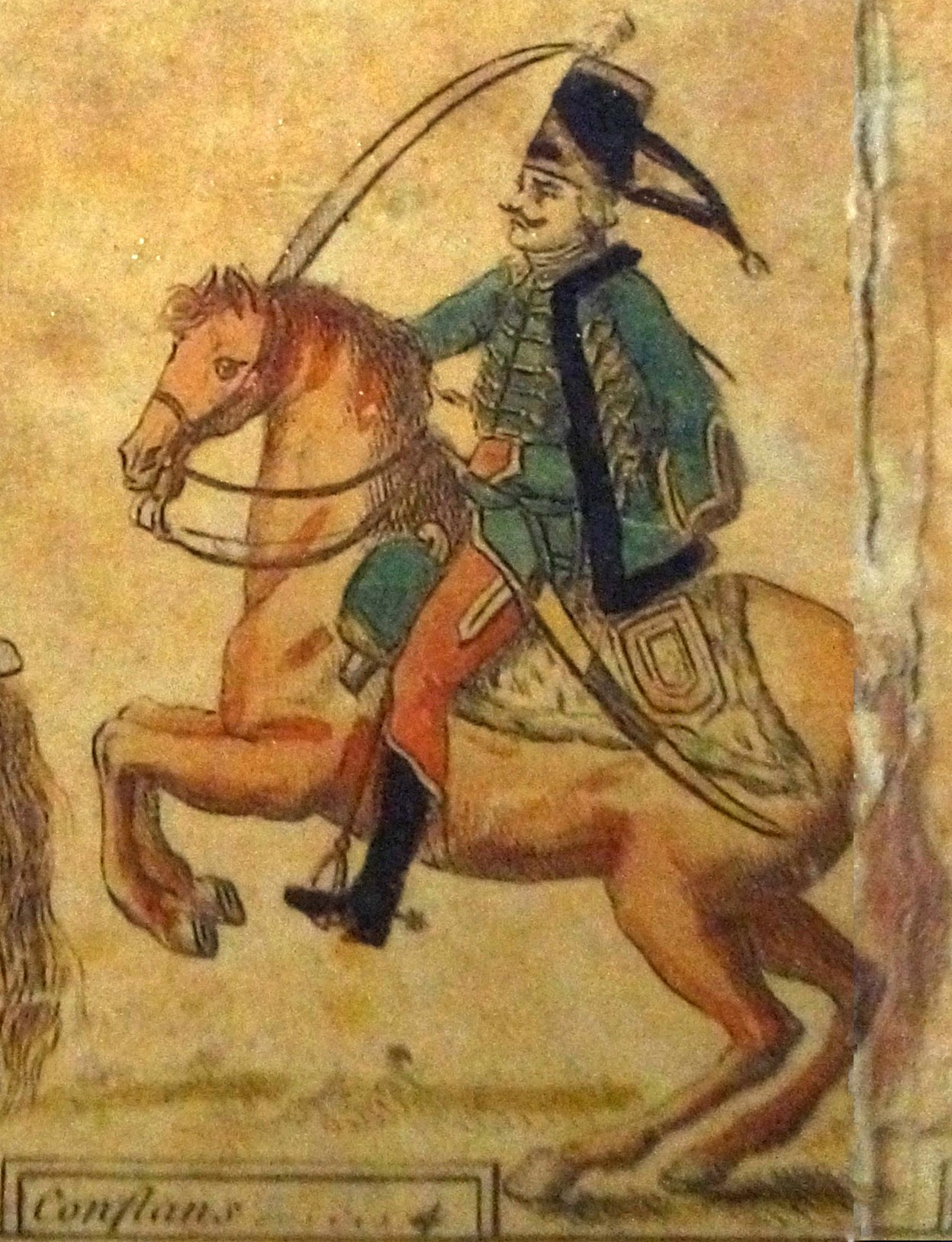
Régiment de Conflans hussards

Für das Jahr 1750 wird er als Angehöriger der Mousquetaires de la garde genannt. Im April wurde er Lieutenant im Régiment d’Orléans cavalerie, das er am 10. April 1752 als Kommandant übernahm. Im Jahre 1770 erfolgte die Beförderung zum Maréchal de camp.
Louis-Henri-Gabriel konnte sich während des Siebenjährigen Krieges auszeichnen. Im Jahre 1757 kämpfte er in der Schlacht bei Hastenbeck. Nachdem am 16. Juli die Weser überschritten worden war beorderte der Maréchal d’Estrées am 24. Juli eine Vorausabteilung, bestehend aus Kavallerie und leichten Truppen zur Aufklärung vor seine Armee in Richtung auf das spätere Schlachtfeld. Hierbei wurde auch der marquis d'Armentières eingesetzt.
Es folgten die Einsätze in der Schlacht bei Krefeld und der Schlacht bei Lutterberg. In Westfalen diente er unter dem Kommando seines Vaters und stand 1760 im Gefecht bei Korbach und der Schlacht bei Warburg.
Am 20. Februar 1761 wurde er zum brigadier des armées du roi befördert und im April wurde ihm das von Mestre de camp en second de Voyer kommandierte Korps der Dragons-chasseurs de Conflans (ein gemischter Verband aus leichter Kavallerie und leichter Infanterie) unterstellt.
In der Schlacht bei Vellinghausen konnte sich Conflans durch kühne Aktionen auszeichnen. Danach wurde er nach Osnabrück beordert, wo er die Mehl- und Hafermagazine, sowie 400 Pferde beschlagnahmte. Mit 400 beladenen Proviantwagen rückte er dann nach Coesfeld ab. Den Pferden, die er nicht mitnehmen konnte, ließ er die Sprunggelenke durchschneiden.
1762 stand er mit seinem Regiment im Gefecht bei Recklinghausen, wo eine große Anzahl an Gefangenen gemacht werden konnte. Gleiches galt für das Scharmützel bei Schmallenberg. Am 25. Juli wurde Conflans zum Maréchal de camp befördert, sein Regiment führte von 1763 an den Namen: „Légion de Conflans“. Im Jahre 1776 wurde die Kavallerie aus der Legion herausgelöst und in das Régiment de Conflans hussards umgewandelt. Dieses Husarenregiment wurde nach dem Tode seines Inhabers in Régiment de Saxe hussards umbenannt.

## In Ostfriesland
Ab dem 22. September 1762 bewegte sich Conflans mit seiner Truppe brandschatzend durch Ostfriesland. Noch am selben Tag wurde Leer besetzt, am 23. September Aurich und am 24. September Emden. Unmittelbar darauf forderte Conflans nach damaligem Kriegsbrauch Kontributionen. So sollte Leer 150.000 (Silber-)Taler, Aurich binnen 24 Stunden 200.000 Taler sowie 30 Paar Stiefel und 400 Paar Schuhe, und Emden 30.000 (Gold-)Dukaten abliefern. In Verhandlungen gelang es dem ersten preußischen Regierungspräsidenten von Ostfriesland in Aurich, Christoph Friedrich von Derschau, die Kontributionen für Aurich auf die Hälfte zu senken. Im Gegenzug sollte die andere Hälfte vom Amt Wittmund aufgebracht werden.
Conflans ließ anschließend seine Truppen ausschwärmen, um das Geld und Naturalleistungen für die Unterhaltung seiner Truppe einzutreiben. Dabei stießen sie jedoch auf erbitterten Widerstand der Bauern, denen es gelang, erfolgreich zu bleiben. Conflans wollte sich dann nach Emden zurückziehen. Auf dem Weg dorthin nahm er den Regierungspräsidenten Derschau und den Amtmann Diedrich Stürenburg als Geiseln. Die Stadtwälle von Emden waren jedoch schon besetzt, so dass Conflans sich wieder nach Leer zurückziehen musste. Hier kam es bei Loga zu einem Gefecht mit einer Anzahl an Gefallenen auf beiden Seiten. Weitere Erfolge im Widerstand der einheimischen Bevölkerung wie auch Veränderungen in der allgemeinen Kriegslage zwangen Conflans am 30. September zum Rückzug über die Ems. Insgesamt wird der von der Söldnertruppe angerichtete Schaden für Ostfriesland auf 358.557 Reichsthaler beziffert. Fast zwei Drittel dieser Summe, 226.096 Reichsthaler, entfielen auf die Evenburg und den Flecken Leer.